# Gonzalo Trancho
Gonzalo Javier Trancho Gayo (* 8. Februar 1955 in Madrid) ist spanischer Anthropologe.
Er ist Professor der Universität Complutense Madrid. Er hat in Projekten in Spanien und anderen Ländern gearbeitet und ist Mitglied der Asociación Española de Paleopatología.

## Teilbibliographie
- Paleodieta de la población ibérica de Villasviejas del Tamuja : análisis de la necrópolis de el Mercadillo (Botija, Cáceres), 1998.
- Dieta, indicadores de salud y caracterización biomorfológica de la población medieval musulmana de Xarea (Vélez Rubio, Almería), 1998.
- Investigaciones antropológicas en España, 1997.